# Мишколц
Мишколц (на унгарски: Miskolc; на словашки: Miškovec; на полски: Miszkolc) е град в Североизточна Унгария, административен център на окръг Боршод-Абауй-Земплен.
С население около 168 000 души той е трети по големина в страната след Будапеща и Дебрецен.
Голяма част от производствените мощности на промишлеността на Унгария бяха съсредоточени в Мишколц. След падането на тоталитарния строй градът се превръща в мощен притегателен център за туристите, които могат да видят редица забележителности, между които Народния театър на Мишколц и естествената красота на природния парк Бюк.

## Побратимени градове
Побратимени градове с Мишколц са:
- Ашафенбург (Германия)
- Бургас (България)
- Вологда (Русия)
- Катовице (Полша)
- Кливланд (САЩ)
- Кошице (Словакия)
- Острава (Чехия)
- Тампере (Финландия)